# Carretera de Las Toscas - El Portezuelo
La carretera de Las Toscas - El Portezuelo o TF-154 constituye una vía alternativa de acceso a Tegueste desde la localidad de El Portezuelo, constituye una ruta alternativa de acceso a Tegueste desde la localidad de El Portezuelo, utilizada principalmente por las poblaciones situadas al oeste de La Laguna para evitar el paso por ésta, sufre un intenso tráfico rodado, siendo también muy frecuentada por viandantes que utilizan esta vía para acceder a sus viviendas que se encuentran en los márgenes de la carretera, hasta las paradas de guaguas u otros servicios como supermercados, iglesia, etc.
La carretera 154 se extiende desde la  TF-152, en las proximidades de El Portezuelo, hasta la carretera de Tegueste (TF-13) situada en la localidad que lleva este mismo nombre.